# Bory (Morawica)
Bory – część wsi Morawica w Polsce, położona w województwie małopolskim, w powiecie krakowskim, w gminie Liszki.
W latach 1975–1998 Bory administracyjnie należały do województwa krakowskiego.